# Бессоновский сельсовет (Московская область)
Бессоновский сельсовет — упразднённая административно-территориальная единица, существовавшая на территории Московской губернии и Московской области до 1939 и в 1954—1977 годах.
Бессоновский сельсовет был образован в первые годы советской власти. По данным 1919 года он входил в состав Усмерской волости Бронницкого уезда Московской губернии.
По данным 1926 года в состав сельсовета входил 1 населённый пункт — деревня Бессоново.
В 1929 году Бессоновский с/с был отнесён к Ашитковскому району Коломенского округа Московской области. При этом к нему был присоединён Медведевский сельсовет.
31 августа 1930 года Ашитковский район был переименован в Виноградовский.
19 января 1934 года из Бессоновского с/с был выделен Медведевский с/с.
17 июля 1939 года Бессоновский с/с был упразднён. При этом его единственный населённый пункт (Бессоново) был передан в Бочевинский сельсовет.
14 июня 1954 года Бессоновский с/с был восстановлен путём объединения Бочевинского и Щербовского с/с.
7 декабря 1957 года Виноградовский район был упразднён и Бессоновский с/с вошёл в состав Воскресенского района.
30 декабря 1962 года Воскресенский район был упразднён и Бессоновский с/с вошёл в Люберецкий сельский район. 
21 ноября 1964 года Люберецкий сельский район был переименован в Люберецкий, в состав которого вошёл Бессоновский с/с.
11 января 1965 года Бессоновский с/с был возвращён в восстановленный Воскресенский район.
28 января 1977 года Бессоновский с/с был вновь упразднён. При этом его территория была передана в Конобеевский с/с.